# Игмански марш (филм)
Игмански марш је филм снимљен 1983 у режији Здравка Шотре и сценарију Слободана Стојановића, премијерно приказан 27. јуна исте године.

## Радња
Крајем јануара 1942. Прва пролетерска бригада, која се на Романији нашла опкољена јаким немачким снагама, креће у пробој обруча с намером да поред Сарајева и преко Игмана стигне до ослобођене Фоче. Марш преко планине Игман изведен је у ноћи између 27. и 28. јануара, по дубоком снегу и великој хладноћи и био је кобан за четрдесет тешко промрзлих бораца којима су у фочанској болници без наркозе ампутирани промрзли делови тела.
Једини спас за опкољене војнике је марш преко Игмана по великом снегу и хладноћи.

## Улоге
| Глумац              | Улога                          |
| ------------------- | ------------------------------ |
| Тихомир Арсић       | Чајка                          |
| Жељка Цвјетан       | Вера                           |
| Бранислав Лечић     | Шпанац                         |
| Милан Штрљић        | Зaрe                           |
| Бата Живојиновић    | Баџа                           |
| Славко Штимац       | Гане Труба                     |
| Александар Берчек   | Доктор Реља                    |
| Милена Зупанчић     | Аночка                         |
| Радко Полич         | Берто                          |
| Един Парла          |                                |
| Нада Ђуревска       | Црногорка                      |
| Данило Лазовић      | Никола                         |
| Жарко Лаушевић      | Миљан                          |
| Јорданчо Чевревски  | Ћира                           |
| Никола Којо         | Јовица                         |
| Растислав Јовић     | Митја                          |
| Јанез Врховец       | Хандић                         |
| Мића Томић          | Адем                           |
| Боро Беговић        | Босански сељак                 |
| Марина Марковић     | Мирсада                        |
| Миодраг Крстовић    | Хирург Шпанац                  |
| Зијах Соколовић     | Мустафа                        |
| Миралем Зупчевић    | Партизански Командант          |
| Лепомир Ивковић     | Командант Црногорске Јединице  |
| Заим Музаферија     | Старац на мосту                |
| Лазар Ристовски     | Јосип Броз Тито                |
| Милутин Караџић     | Домобран                       |
| Саво Радуновић      |                                |
| Александар Војтов   |                                |
| Меланија Лешић      |                                |
| Зоран Стефановић    |                                |
| Зејнил Махмутовић   |                                |
| Драгутин Страхинић  |                                |
| Бата Камени         | Партизан Црногорац са брковима |
| Миомир Радевић Пиги |                                |